# Haßfurter Tagblatt
Das Haßfurter Tagblatt ist eine bayerische Lokalzeitung, die in der unterfränkischen Kleinstadt Haßfurt erscheint.
Gegründet wurde das Haßfurter Tagblatt im Jahr 1844. Die Zeitung war lange Jahre im Besitz der Verlegerfamilie Gerhart, zuletzt von Michael und Hubert Gerhart. Ihren Mantelteil bezog die Zeitung bis in die 1990er Jahre von der Genossenschaft Bayerischer Heimatzeitungsverleger (BHZ). Seither kooperierte die Zeitung enger mit der Würzburger Main-Post, bezog von dort auch den Mantelteil und wurde schließlich auch dort gedruckt. Nach über 170 Jahren der Selbständigkeit wurde die Zeitung 2017 zum 1. Januar 2018 endgültig an die Main-Post verkauft. Zu diesem Zeitpunkt betrug die tägliche verkaufte Auflage des Haßfurter Tagblatts 5400 Exemplare.